# NGC 197
NGC 197 là một thiên hà dạng hạt đậu nằm trong chòm sao Kình Ngư. Nó được phát hiện vào ngày 16 tháng 10 năm 1863 bởi Albert Marth.